# 優佳良織工芸館
優佳良織工芸館（ゆうからおりこうげいかん、英：Yukara Ori Craft Museum）は、北海道旭川市の北海道伝統美術工芸村にあった工芸館。北海道の染織工芸品「優佳良織（ゆうからおり）」を展示していた。2016年12月に閉館となったが、後述のように再活用の動きがある。

## 歴史

### 開設
国際染織美術館、雪の美術館とともに、北海道伝統美術工芸村の一部として運営されていた。1980年、染織工法を確立した木内綾により開館。同時に、それまでカタカナ表記だった「ユーカラ織」から漢字表記へと変更した。漢字の命名は棟方志功によるもの。
敷地面積は約85,000平方メートル、建物面積は約5,200平方メートル。館内は冬の雪をイメージした白土の壁、内部の木材も各展示室ごとに同一種の天然木で揃えられた。
1階には、テーマ展示・和の展示・洋の展示・インテリア展示・制作工程展示の5つに分けられ、2階には研究センターなど各種研究施設も併設されていた。

### 施設売却
運営会社である「北海道伝統美術工芸村」が債務超過に陥り、2016年12月1日に長期休館することとなった。2016年12月12日、北海道伝統美術工芸村は旭川地方裁判所から破産開始決定を受けた。
優佳良織の生産が途絶えると危惧されたが、休館後の2018年5月には元職員が旭川市内に「優佳良織工房」を設立し、元織子職員2名とともに生産を再開している。
一方、施設については、2020年3月時点では旭川市内の財団法人が運営再開を前提に施設取得を検討していたものの、7月末には不動産取得税や施設の改修費用などの条件が折り合わず断念し、施設取得に関心を示す他の事業者も無い事から、施設存続に向けた動きは白紙化されたと報じられた。
2021年8月18日、ツルハホールディングス、ツルハ、エスデー建設の3企業が雪の美術館、優佳良織工芸館、国際染織美術館の3施設を共同取得することになった。2022年2月に正式に売買契約が結ばれたが、ツルハは「立地条件からドラッグストア開業は難しい」として、優佳良織の伝統を生かした形での集客を前提に施設を運営する企業を探す方針を明らかにしている。